# 1926 en Italie
Chronologie de l'Italie
- 1922
- 1923
- 1924
- 1925
- 1926
- 1927
- 1928
- 1929
- 1930

Cette page concerne l'année 1926 du calendrier grégorien.

## Événements
- 14 janvier : premier numéro de L'Italiano, revue littéraire fasciste publiée à Bologne par Gherardo Casini[1].
- 16 janvier : les 22 députés du Parti populaire italien essaient de revenir à la Chambre à l'occasion d'une cérémonie commémorant la mort de la reine-mère Margherita, mais ils en sont chassés par les fascistes[2],[3].
- 31 janvier : loi accroissant les pouvoirs de l’exécutif qui peut faire adopter par décret des lois juridiques sans en référer au Parlement[4].

- 4 février : promulgation la loi créant le Podestat et le conseil municipal dans les communes dont la population n'excède pas 5 000 habitants. L'arrêté royal du 3 septembre suivant étend la réforme de l’administration communale à toutes les communes du royaume : les maires élus sont remplacés par des podestats nommés par le gouvernement par décret royal[5].

- 25 mars: Mussolini crée l’Accademia d’Italia pour contrebalancer l’influence de l’Accademia del Lincei[6]. Elle n'est inaugurée qu’en 1929 et des hommes éminents tel Pirandello, Marinetti, Gioacchino Volpe et Marconi y siègent.

- 3 avril :
  - une loi interdit le recours à la grève et au lock-out et institut des corporations professionnelles réunissant patrons et salariés ; les organisations des travailleurs et des employeurs deviennent des organes indirects de la fonction publique[7].
  - loi instituant l'Opera Nazionale Balilla, une organisation de jeunesse présidée par Renato Ricci (it)[8].

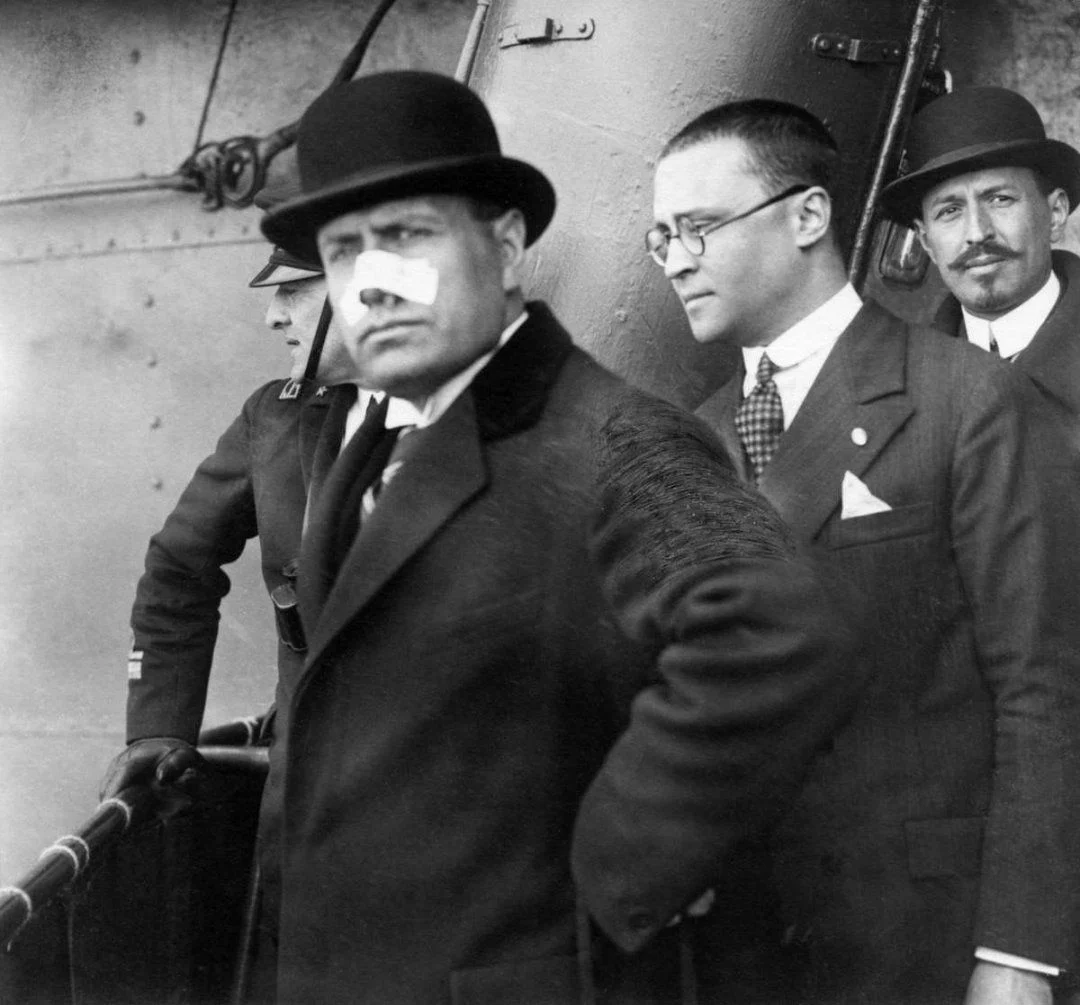
Benito Mussolini blessé au nez, après l'attentat de Violet Gibson.

- 7 avril : à Rome, l'Irlandaise Violet Gibson tire sur Benito Mussolini et le blesse au nez[9].

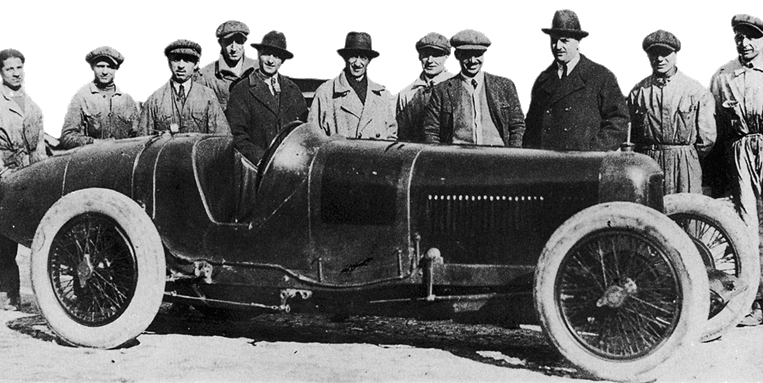
La première Maserati pise au point par Alfieri Maserati.

- 25 avril : la Tipo 26, la première Maserati, fait son apparition lors du Targa Florio en Sicile[10].

- 6 mai : loi qui réserve à la Banque d'Italie le monopole de l'émission monétaire[11].
- 9 juillet : la loi n.1162 créé l'Istituto nazionale di statistica (ISTAT)[12].

- 1er août : création de l'Associazione Calcio Napoli[13].
- 18 août : la lire ayant subi une chute très importante sur les marchés internationaux, Mussolini, lors d’un discours à Pesaro, annonce son intention d’en défendre la valeur. Il s’ensuit un politique déflationniste qui se termine par la fixation d’une nouvelle parité avec la Livre sterling (« cote 90 ») et le Dollar US (décret du 21 décembre 1927)[14].

- 3 septembre : un décret-loi supprime les conseils municipaux, les juntes municipales et les fonctions de syndic. Un « podestà » désigné par lle roi sur proposition du ministre de l'intérieur remplace le maire[15].
- 7 septembre et 6 novembre : lois de réorganisation du système bancaire italien[16].
- 11 septembre : attentat de l'anarchiste Gino Lucetti contre Mussolini. 8 blessés. Le président du conseil s'en sort indemne[9].
- 19 septembre : inauguration du stade Giuseppe-Meazza à Milan[17].

- 31 octobre : commémoration de la Marche sur Rome. Un adolescent de 15 ans, Leandro Arpinati fait feu sur Mussolini, qui est légèrement blessé. Identifié par les fascistes, il est immédiatement lynché par ceux-ci[9].

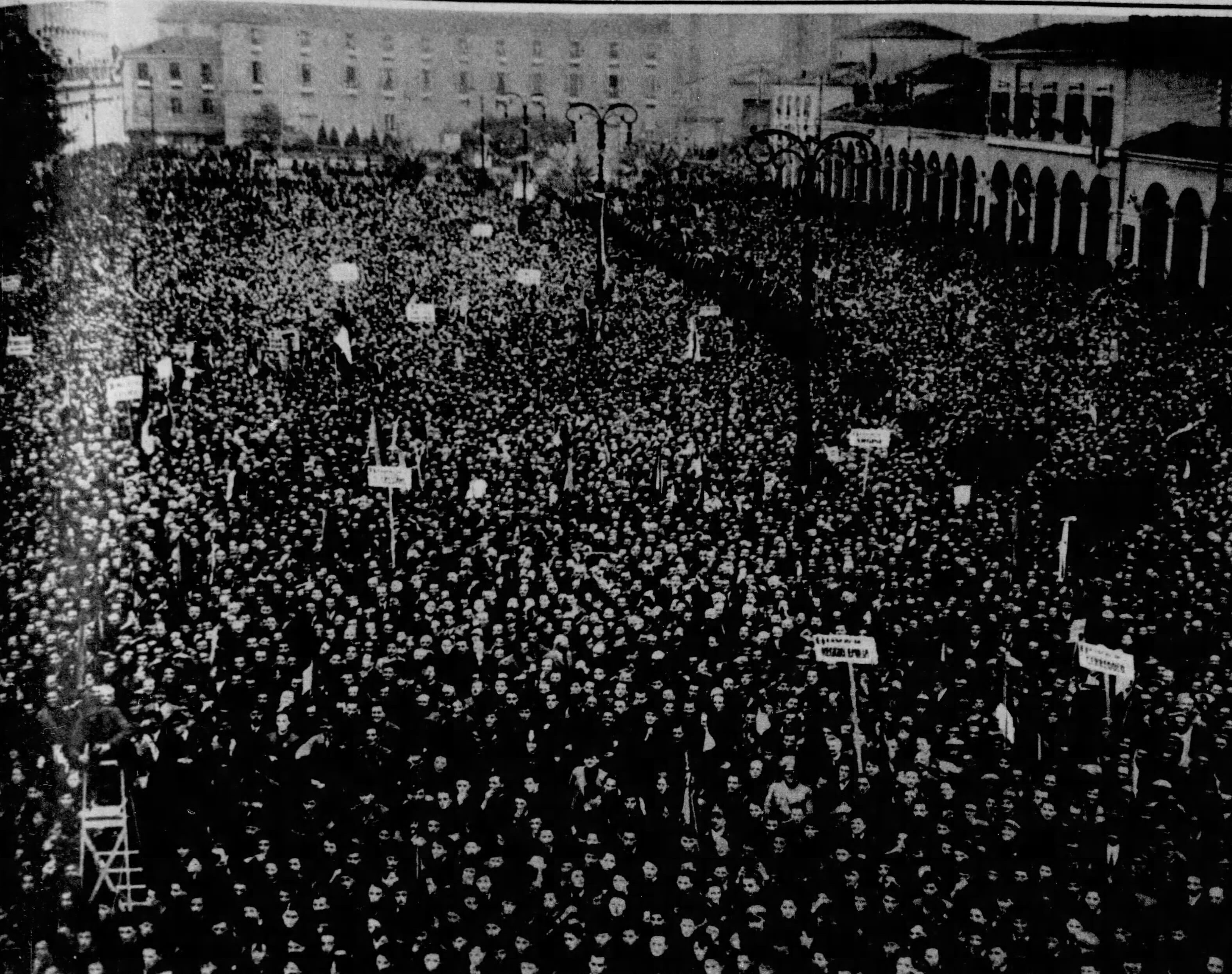
Discours de Mussolini à Reggio d'Émilie en novembre 1926.

- 5 novembre : le ministre de la justice Alfredo Rocco fait approuver par le Conseil des ministres les lois de défense de l'État dites « lois fascistissimes », soumises à la Chambre le 9 novembre[2] (les journaux antifascistes sont supprimés, le délit d’opinion institué par la loi). Leur application est confiée à l’OVRA (Organisation de vigilance et de répression de l’antifascisme) et à un tribunal spécial de défense de l’État[18]. De nombreux chefs de l’opposition seront déportés aux îles Lipari ou à Ponza. Turati, Nenni, Togliatti partent en exil.
- 8 novembre : arrestation à Rome d'Antonio Gramsci, secrétaire général du PCI[19].
- 9 novembre : tous les députés de l’opposition, 123 au total, sont déchus de leur mandat[3].

- 30 décembre : le faisceau de licteur est déclaré emblème officiel du royaume d'Italie[20].

- Décembre 1926-mai 1927 :  à Milan, le Gruppo 7 publie le manifeste du rationalisme italien en architecture dans une série d'articles dans la revue Rassegna Italiana[21].

## Économie
- Les difficultés rencontrées par la politique économique libérale menée depuis 1922 (hausse des prix, coût des importations de blé les mauvaises années), incitent Mussolini à inaugurer une phase dirigiste. Il engage avec Giuseppe Volpi une politique de déflation rigoureuse. Des mesures autoritaires visent à réduire la consommation. Les industries doivent se fournir prioritairement en minerais nationaux, les importations de grains sont contingentées, etc. La monnaie connaît un redressement spectaculaire (lire à parité avec le franc), les importations diminuent, mais aussi les exportations et la production. Le chômage reprend. De grandes « batailles » économiques débutent : la « bataille du blé », inaugurée en 1925 permet d’augmenter la production de 50 % et d’atteindre l’autosuffisance.

## Culture
- 25 avril : Turandot, opéra de Giacomo Puccini, créé à la Scala de Milan.

## Naissances en 1926
- 23 mai : Marisa Merz, artiste.  († 19 juillet 2019)
- 2 août : Giancarlo Bergamini, escrimeur, champion et médaillé d'argent olympique (1952, 1956). († 4 février 2020)
- 21 septembre : Carla Calò, actrice. († 29 décembre 2019)
- 26 décembre : Franco Scaramuzzi (it), universitaire, recteur de l'Université de Florence de 1979 à 1991 et président de l'Accademia dei Georgofili de 1986 à 2014. († 6 janvier 2020)

et aussi
- Nino Cristiani, cadreur. († 2 août 2018)

## Décès en 1926
- 28 février : Giovanni Cagliero, 88 ans, religieux, membre de l'ordre des salésiens, créé cardinal par le pape Benoît XV. (° 11 janvier 1838)
- 21 mars : Ermanno Stradelli, 73 ans, explorateur, géographe et photographe. (° 8 décembre 1852)